# Magnifique (1750)
Pour les articles homonymes, voir Magnifique.
Le Magnifique est un vaisseau de ligne de 74 canons à deux ponts de la Marine royale française. Il est mis en chantier pendant la vague de construction qui sépare la fin de guerre de Succession d'Autriche (1748) du début de la guerre de Sept Ans (1755). Lancé en 1750, il participe à la guerre de Sept Ans puis à celle de l'Indépendance américaine au cours de laquelle il est perdu.

## Caractéristiques générales
Le Magnifique est un vaisseau de force de 74 canons lancé selon les normes définies dans les années 1740 par les constructeurs français pour obtenir un bon rapport coût/manœuvrabilité/armement afin de pouvoir tenir tête à la marine anglaise qui dispose de beaucoup plus de vaisseaux depuis la fin des guerres de Louis XIV. Sans être standardisé, le Magnifique, partage les caractéristiques communes de tous les « 74 canons » construits à des dizaines d’exemplaires jusqu’au début du XIXe siècle et qui évoluent au rythme lent des techniques de construction de l’époque et de la volonté des responsables navals d’exploiter au mieux cette excellente catégorie de navire de guerre. 
Comme pour tous les vaisseaux de guerre de l’époque, sa coque est en chêne. Son gréement, (mâts et vergues) est en pin. Il y a aussi de l’orme, du tilleul, du peuplier et du noyer pour les affûts des canons, les sculptures des gaillards et les menuiseries intérieures. Les cordages (80 tonnes) et les voiles (à peu près 2 500 m2) sont en chanvre. Un deuxième jeu de voiles de secours est stocké en soute. Prévu pour pouvoir opérer pendant des semaines très loin de ses bases européennes s’il le faut, ses capacités de transport sont considérables. Il emporte pour trois mois de consommation d’eau, complétée par six mois de vin. S’y ajoute pour cinq à six mois de vivres, soit plusieurs dizaines de tonnes de biscuits, farine, légumes secs et frais, viande et poisson salé, fromage, huile, vinaigre, sel, sans compter du bétail sur pied qui sera abattu au fur et à mesure de la campagne.
Il dispose sur son pont inférieur de 28 canons de 36 livres (les plus gros calibres en service dans la flotte à cette époque) et de 30 canons de 18 livres sur son pont supérieur. En outre, 16 canons de 8 livres sont répartis sur les gaillards. Cette artillerie en fer pèse 215 tonnes. Pour l’approvisionner au combat, le vaisseau embarque près de 6 000 boulets pesants au total 67 tonnes. S’y ajoute des boulets ramés, chaînés et beaucoup de mitraille (8 tonnes). Il y a pour finir 20 tonnes de poudre noire, stockée sous forme de gargousses ou en vrac dans les profondeurs du vaisseau. En moyenne, chaque canon dispose de 50 à 60 boulets.

## Trente-deux ans de carrière

### Guerre de Sept Ans
Le Magnifique connaît son baptême du feu pendant la guerre de Sept Ans sous les ordres de Bigot de Morogues. En 1759, il fait partie de l'escadre française de Conflans chargée depuis Brest de couvrir une tentative de débarquement en Angleterre alors que se trouve face à lui les forces de Hawke. Le 20 novembre, à la bataille des Cardinaux, il soutient seul, pendant une heure, un combat contre trois vaisseaux anglais et parvint à gagner l'île d'Aix, en face de Rochefort, évitant ainsi la capture ou la destruction après la défaite et la dislocation de l'escadre de Conflans.

### Guerre d'indépendance des États-Unis
Il sert pendant la guerre d'indépendance des États-Unis, sous les ordres du baron Jean-François d'Arros, capitaine de vaisseau. Le 27 juillet 1778, il combat au large d'Ouessant dans la flotte du comte d'Orvilliers. Le 6 juillet 1779, au combat de la Grenade, il fait partie de l'avant-garde de la flotte commandée par le comte d'Estaing. En décembre 1779, le Magnifique stationne à la Martinique, mais, désarmé pour l'hiver, il n'est pas engagé dans la combat qui se déroule devant l'île lors de l'arrivée d'un convoi. Le 17 avril 1780, dans l'escadre de Guichen, il participe à la bataille de la Martinique et à celle des Saintes.
Le 15 août 1782, le Magnifique s'abîme sur la côte rocheuse de l'île Lovells (en), à l'entrée du port de Boston, dans l'actuelle État du Massachusetts, aux États-Unis. La rumeur veut alors que le vaisseau ait transporté, au cours de son dernier voyage, un « trésor perdu depuis longtemps ». Selon le US National Park Service Guide, le vaisseau immergé est toujours visible à 42° 19,902′ N, 70° 55,818′ O lorsque la mer est calme.
Le 3 septembre 1782, le Continental Congress décide d'offrir l'USS America (en) au roi Louis XVI en remplacement du Magnifique. Ce premier navire construit par les Américains devait symboliser la reconnaissance de la jeune nation à l'égard de la France, et la remercier pour ses efforts et sacrifices au service de la cause des patriots américains.En 1786, atteint par la pourriture sèche, il doit être désarmé.

### Sources et bibliographie
: document utilisé comme source pour la rédaction de cet article.
- Michel Vergé-Franceschi (dir.), Dictionnaire d'Histoire maritime, Paris, éditions Robert Laffont, coll. « Bouquins », 2002, 1508 p. (ISBN 2-221-08751-8)
- Jean-Michel Roche (dir.), Dictionnaire des bâtiments de la flotte de guerre française de Colbert à nos jours, t. 1, de 1671 à 1870, éditions LTP, 2005, 530 p. (ISBN 978-2-9525917-0-6, OCLC 165892922, lire en ligne)
- Jean Meyer et Martine Acerra, Histoire de la marine française : des origines à nos jours, Rennes, Ouest-France, 1994, 427 p. [détail de l’édition] (ISBN 2-7373-1129-2, BNF 35734655)
- Patrick Villiers, La France sur mer : De Louis XIII à Napoléon Ier, Paris, Fayard, coll. « Pluriel », 2015, 286 p. (ISBN 978-2-8185-0437-6).
- Martine Acerra et André Zysberg, L'essor des marines de guerre européennes : vers 1680-1790, Paris, SEDES, coll. « Regards sur l'histoire » (no 119), 1997, 298 p. [détail de l’édition] (ISBN 2-7181-9515-0, BNF 36697883)
- Georges Lacour-Gayet, La Marine militaire de la France sous le règne de Louis XV, Honoré Champion éditeur, 1902
- Georges Lacour-Gayet, La marine militaire de France sous le règne de Louis XVI, Paris, éditions Honoré Champion, 1905 (lire en ligne)